# والتر بورتون فورد
والتر بورتون فورد (بالإنجليزية: Walter Burton Ford)‏ هو رياضياتي أمريكي، ولد في 18 مايو 1874، وتوفي في 24 فبراير 1971.